# Josephine Crowell

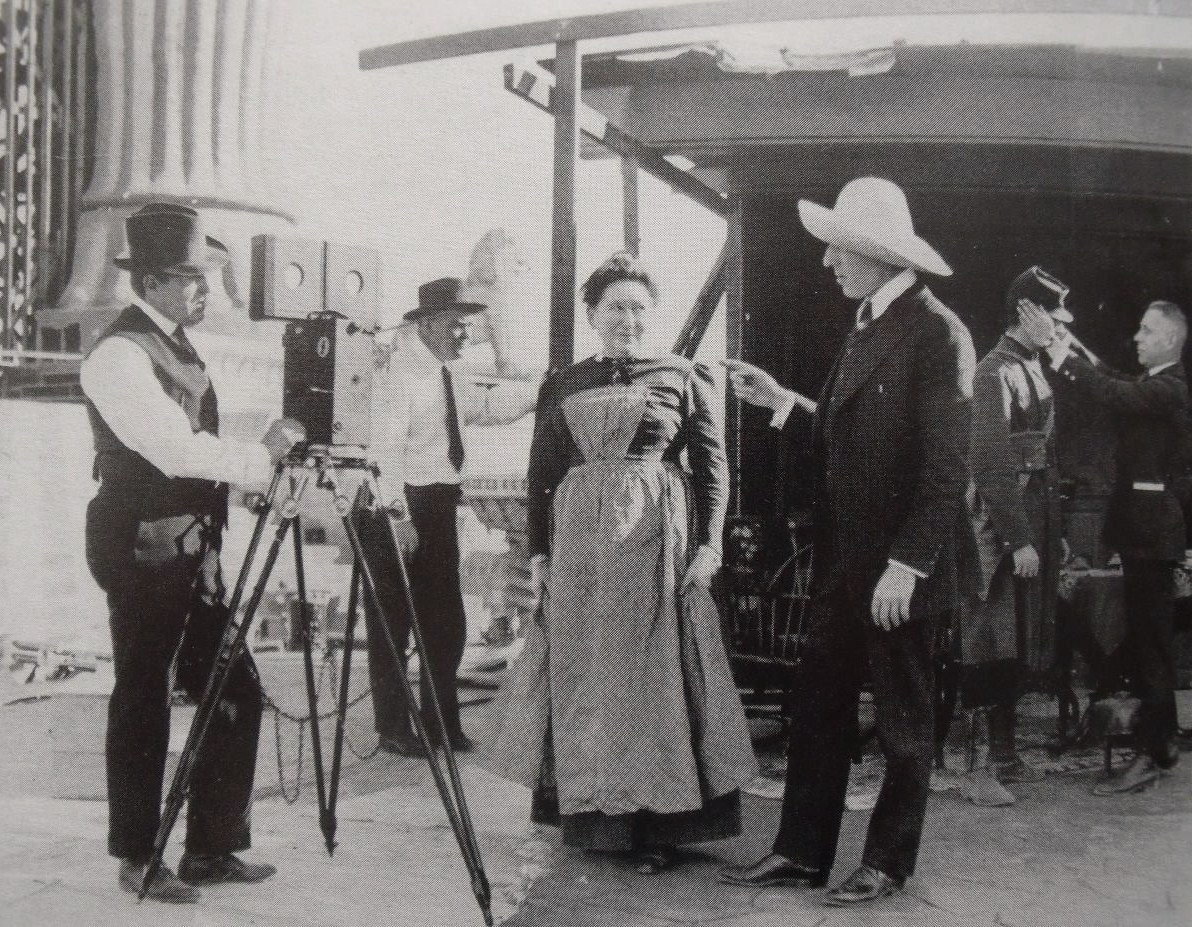
Josephine Crowell na planie „Nietolerancji” w 1916. Obok niej po prawej D. W. Griffith

Josephine Crowell (ur. 11 stycznia 1859 w Halifaksie, zm. 27 lipca 1932 w Amityville) – amerykańska aktorka kanadyjskiego pochodzenia.
Karierę zaczynała jako aktorka sceniczna. Zadebiutowała w kinie w 1912 r. w filmie The School Teacher and the Waif wytwórni Biograph. W kolejnych latach pracowała dla tej i innych wytwórni. W 1916 r. zagrała w Nietolerancji D.W. Griffitha, wcielając się w rolę Katarzyny Medycejskiej, planującej masakrę hugenotów. Rola ta przyniosła jej sławę najnikczemniejszej kobiety w kinie. Od tego czasu chętnie obsadzano ją w rolach diabolicznych postaci.
Karierę filmową zakończyła w 1930 r. Zmarła 2 lata później.

## Filmografia
- 1912 – The School Teacher and the Waif
- 1912 – The Painted Lady
- 1913 – Matczyne serce
- 1914 – Home, Sweet Home
- 1914 – Zemsta sumienia
- 1914 – The Tear That Burned
- 1915 – Narodziny narodu
- 1915 – The Penitentes
- 1915 – The Three Brothers
- 1915 – A Yankee From the West
- 1915 – A Man and His Mate
- 1916 – Nietolerancja
- 1916 – The House Built Upon Sand
- 1916 – A Child of the Paris Streets
- 1916 – The Little School Ma’am
- 1916 – The She-Devil
- 1916 – Pillars of Society
- 1917 – The Bad Boy
- 1917 – Cheerful Givers
- 1917 – Rebeka ze słonecznego potoku
- 1917 – Bety’s Burlglars
- 1918 – Serce świata
- 1918 – Stella Maris
- 1918 – Women’s Weapons
- 1919 – Diane of the Green Van
- 1919 – Peppy Polly
- 1919 – Puppy Love
- 1919 – Josselyn’s Wife
- 1919 – Najważniejsze pytanie
- 1919 – The Woman Next Door
- 1919 – The House of Intrigue
- 1920 – Niebezpieczna dla mężczyzn
- 1920 – The Six Best Cellars
- 1920 – White Lies
- 1920 – Crooked Streets
- 1920 – Held by the Enemy
- 1920 – Flames of Flesh
- 1921 – Bunty Pulls the Strings
- 1921 – Live and Let Live
- 1922 – Minnie
- 1922 – Lights of the Desert
- 1922 – A Homespun Vamp
- 1923 – Ashes of Vengeance
- 1923 – Main Street
- 1923 – Nobody’s Money
- 1923 – Rupert of Hentzau
- 1923 – Yesterday’s Wife
- 1924 – Hot Water
- 1924 – Flowing Gold
- 1925 – No Fathr to Guide Him
- 1925 – The Sporting Venus
- 1925 – Welcome Home
- 1925 – The Merry Widow
- 1925 – New Brooms
- 1926 – The Splendid Crime
- 1926 – For Wives Only
- 1926 – Żółte palce
- 1926 – Mantrap
- 1927 – Fighting Love
- 1927 – Król królów
- 1928 – Człowiek śmiechu
- 1928 – Speedy
- 1929 – Wrong Again[3]